# The Turkish Five
The Turkish Five er et begreb til at beskrive en gruppe komponister som var ledende i klassisk, vestlig musik i Tyrkiet. De var alle født i begyndelsen af det 20. århundrede, og komponerede deres mest indflydelsesrige musik i den tyrkiske republiks tidlige år.
De var alle nære venner med de daværende præsidenter Mustafa Kemal Atatürk og Ismet Inönü, som støttede deres vestlige influens på det tyrkiske kulturliv.

## Gruppen
Komponisterne i The Turkish Five er:
- Ahmet Adnan Saygun (1907-1991)
- Ulvi Cemal Erkin (1906-1972)
- Cemal Reşit Rey (1904-1985)
- Hasan Ferit Alnar (1906-1978)
- Necil Kazim Akses (1908-1999)

## Relaterede Sider og kilder er
- Om Ulvi Cemal Erkin
- Om Necil Kazim Akses Arkiveret 17. april 2012 hos  Wayback Machine